# Li-Fi
Li-Fi (en forkortelse for Light Fidelity) er en teknologi (der er baseret på Visible Light Communication), udviklet af blandt andre ingeniøren Harald Haas fra University of Edinburgh, til trådløs kommunikation via diode- eller LED-pærer, der har fået installeret en mikrochip. Udover Haas har andre forskere fra University of Edinburgh, Fraunhoferinstituttet i Tyskland og Fudan-universitetet i Shanghai, Kina også arbejdet på teknologien, der blev offentliggjort i 2011.
Li-Fi udvikles og testes pr. 2015 af det estiske firma Velmenni. Det forventes, at teknikken lanceres til den almene forbruger omkring 2018-2019.

## Teknikken
Mikrochippen omsætter data til lysglimt, der via synligt lys (og ikke via radiobølger, som det er tilfældet med wifi) blandt andet kan bruges til at skabe forbindelse til internettet, omend teknologien (pr. 2016) endnu ikke er helt klar til generelt at erstatte wifi-teknologien. Udover at kunne udsende almindeligt lys til at oplyse rummet kan disse pærer derudover transportere data, ved at blinke flere millioner gange i sekundet, hvilket det menneskelige øje ikke opfatter. Med denne teknologi kan opnås hastigheder på mere end 1 Gbps (i teorien op til 10 Gbps) med frekvenser mellem 430 og 770 terahertz. Ved brug af laserbaserede dioder kan hastighederne dog komme op på 100 Gbps. Selvom man slukker for lampen, vil den trådløse dataforbindelse stadig være aktiv, omend den vil køre med nedsat hastighed. Menneskets øje vil trods de blink (der som nævnt sendes via synligt lys), der bærer datasignalet, se lampen som slukket.
Eftersom der anvendes et højere frekvensområde, end ved brug af wifi (3 KHz til 300 Ghz), opnås 10.000 gange mere plads, hvilket kan være nødvendigt i forbindelse med udbredelsen af tingenes internet, for ikke at løbe tør for kapacitet.
Da Li-Fi i modsætning til wifi benytter sig af synligt lys, kan signalerne ikke gå gennem vægge, hvorfor man må forsyne alle rum, hvor man ønsker at have internetadgang, med lamper, der kan udsende Li-Fi-signaler. Denne begrænsning gør imidlertid teknologien mere sikker end wifi, da man således ikke kan få forbindelse med netværket udefra, hvilket f.eks. kan udnyttes til mere sikker udveksling af patientinformationer på hospitaler..

## Potentiale
Udover at blive brugt til internetadgang kan systemet også installeres i såvel trafiklys, gadelamper som køretøjers lygter, hvorved køretøjerne kan modtage informationer fra trafiklysene og gadelamperne om de øvrige køretøjers placeringer. På denne måde kan trafikanterne dels få informationer om trafikpropper forude, så kan man finde en anden rute, dels kan man undgå sammenstød. Der kan også videreformidles anden trafikinformation til billisterne, såsom oplysninger om ledige parkeringspladser i nærheden.
Da signalerne sendes med andre frekvenser, end dem en flyvemaskine bruger til at kommunikere med, kan teknologien også bruges under flyvning, således at passagerne kan komme på internettet, uden at forstyrre flyvemaskinens kommunikation. Desuden kan teknologien bruges til kommunikation under vand, da synligt lys i modsætning til radiobølger kan udbredes i vand, hvorfor US Navy ønsker at udstyre deres ubåde med Li-Fi.